# Lumír Jisl
Lumír Jisl (18. dubna 1921, Svijanský Újezd – 22. listopadu 1969, Praha) byl český archeolog a orientalista.

## Životopis
- 1940 maturita
- po maturitě zaměstnán jako úředník pojišťovny
- 1945–1949 studia archeologie na Filosofické fakultě University Karlovy
- 1945–1947 pomocná vědecká síla u Jana Filipa
- od 1947 správce archeologických sbírek Zemského (později Slezského) musea v Opavě
- 1948–1950 zástupce ředitele Slezského muzea
- 1952–1954 ředitel Slezského muzea
- od 1955 vedoucí (a zakladatel) opavské expozitury Archeologického ústavu ČSAV v Brně
- od 1956 vědecký tajemník a později vedoucí pravěkého oddělení Archeologického ústavu ČSAV v Praze
- 1963 CSc.

Zájem o archeologii měl Lumír Jisl již jako student – na Turnovsku zjistil paleolitické nálezy v jeskyni, která po něm byla později i pojmenována. Po maturitě začal sice pracovat jako úředník v pojišťovně, pod vlivem Jana Filipa však začal studovat po válce archeologii spolu s dějinami umění, srovnávací religionistikou a etnografií. U Jana Filipa pak také byl za studií pomocnou vědeckou silou, o jeho kvalitách svědčí i to, že ještě před koncem studia se na Filipovo doporučení stal správcem sbírek archeologie v tehdejším Zemském museu v Opavě , kde byl později zástupcem (1948–1950) a posléze i ředitelem (1952-1954); zde provedl novou inventarizaci, katalogizaci a přípravu sbírek k nové instalaci (1953–1954), jíž ovšem předcházela výstava Pravěk Slezska v roce 1950. V roce 1955 založil opavskou pobočku Archeologického ústavu ČSAV Brno a stal se jejím vedoucím, již rok nato však odešel do Archeologického ústavu v Praze, kde byl vědeckým tajemníkem a posléze vedoucím pravěkého oddělení.

## Dílo
Byl prvním významným poválečným českým odborníkem, který se věnoval archeologii Opavska (rukopis práce Pravěk Slezska zůstal nedokončen a dnes je ztracen) – výzkumy pohřebiště kultury popelnicových polí v Opavě-Kateřinkách (1948, 1950), slovanského mohylníku ve Stěbořicích, na hradišti púchovské kultury Požaha (1954), na polykulturní lokalitě Kotouč u Štramberka (1950–1951), na slovanském hradišti Chotěbuz-Podobora; věnoval se především počátkům lužické kultury a slovanskému kmeni Holasiců. Výsledky těchto výzkumů i řady drobnějších akcí (Malé Hoštice, Otice, Holasovice, Brumovice či Úvalno) publikoval především v Časopise Slezského muzea, který po několik let redigoval.

### Aktivity v Asii
Posléze u něj převážila orientace na středoasijské umění a archeologii – v roce 1957 navštívil Mongolsko a následujícího roku tam vedl expedici (jíž se účastnili významný český antropolog Emanuel Vlček a archeolog Antonín Knor), při které byl zkoumán pohřební památník starotureckého vládce Kültegina z 8. století na řece Orchonu); znovu pak v roce 1963.
Díky těmto aktivitám i řadě prací o lámaistickém, čínském, mongolském, tibetském a japonském umění byl v archeologickém a umělecko-historickém studiu Střední Asie mezinárodně uznávaným odborníkem.
Z cest po Mongolsku vznikla významná série fotografií a jeho nález kamenné hlavy prince Kültegina je dosud vysoce ceněn.
Předčasná smrt v 48 letech mu zabránila všechny tyto bohaté aktivity obsáhleji publikačně zúročit.